# タウンゼント放電
タウンゼント放電（タウンゼントほうでん）とは、十分強い電場によって加速された初めは非常に少ない自由電子でのガス電離現象で、なだれ現象によりガスの電気伝導をあげることである。自由電荷の数が減るか電場が弱ると、現象は終了していく。
タウンゼント放電は非常に低い電流密度によって特徴付けられたプロセスである。印加電圧がほとんど一定であるにもかかわらず、一般的なガス充填チューブにこの過程の間{\displaystyle 10^{-18}}A-{\displaystyle 10^{-5}}Aの範囲の電流がずっと流れ続ける。その後、暗放電、グロー放電そして最終的にアーク放電の電離過程への移行は増加する電流密度によって進んでいき、これらのすべての放電形態では、伝導の基本的機構がアヴァランシェ降伏となっている。 タウンゼント放電はジョン・シーリー・エドワード・タウンゼントにちなんで名付けられた。

## 現象の定量的記述
平面平行板コンデンサーにガスが充填され、端末の間に直流高電圧源が接続された装置により、ガスの放電イオン化を実験し、調査を行った。より低電圧差の端子が陰極と呼ばれ、もう片方が陽極と呼ばれる。陰極から強制的に電子を放出させたとき、コンデンサーに流れる電流はプレートの間の電場に依存していること、更にガスイオンがプレートの間を動いたので、増殖しているように思えることをタウンゼントは発見した。印加電圧は実質的には一定であったが、彼は異なった10桁以上の電流を観測した。彼の最初の実験から得られた実験データは以下の公式によって説明される。
{\displaystyle {\dfrac {\mathit {I}}{\mathit {I_{0}}}}=\mathrm {e} ^{\alpha _{n}d}}
Iは電流、{\displaystyle I_{0}}は陰極の表面で発生する光電子電流、eはオイラー数、{\displaystyle \alpha _{n}}は陰極から陽極まで動くマイナスイオンによってユニット長単位で発生するイオン対の数であらわされるタウンゼンド一次電離係数、dは装置のプレート間距離である。
プレート間のほとんど一定の電圧は自己持続型の電子なだれを引き起こすのに必要である降伏電圧と等しい。電流がグロー放電の形態に達するとき、それは減少する。その後の実験は、電流が距離が増えるのに従って上の公式によって予測されるより速く上昇することを明らかにした。2つの異なった効果が、現象が起こる物理学的な理由について説明し、そして正確な定量的計算を可能にすると考えられていた。

### 陽イオンの動きで引き起こされたガス電離
陽イオンが陰極から陽極まで動くことによってユニット長単位で発生するイオン対の数を表す係数を取り入れることによって、タウンゼンドはまた、陽イオンがイオン対を生みだすという仮説を提唱した。そして以下の公式が発見された。
{\displaystyle {\dfrac {\mathit {I}}{\mathit {I_{0}}}}\cong {\dfrac {\mathit {\mathrm {e} ^{\alpha _{n}d}}}{\mathit {1-\alpha _{p}/\alpha _{n}\mathrm {e} ^{\alpha _{n}d}}}}}
{\displaystyle \alpha _{n}}{\displaystyle \gg }{\displaystyle \alpha _{p}}は実験においてよい一致を示す。

### イオンの衝撃によって引き起こされた陰極放出
また、タウンゼント、ホルスト、およびオーステルハイスは対立仮説について提唱した。陽イオン衝撃によって引き起こされた陰極での電子の増大している放出を考える場合、タウンゼント一次電離係数を取り入れ、電子の平均数は入射する陽イオンによって表面から放たれたと考えた。

## 応用
- タウンゼント放電間のなだれ現象は、陰極での入射放射線によって引き起こされた光電子数を増幅するためにガス光電管で使用される。達成可能な電流は真空光電管で発生するものの約10-20倍である。
- タウンゼント放電の開始に重要なのはグロー放電のガス充填チューブが耐えることができる阻止電圧に上限を合わせることである。この限界はタウンゼンド放電の絶縁破壊電圧で、また、チューブの点火電圧と呼ばれる。
- タウンゼント放電とグロー放電の絶縁破壊電圧の存在は、どんなガス・ダイオードやネオンライトの{\displaystyle V_{A}}-{\displaystyle I_{A}}の特性も形成する。ある意味ではS-タイプの負性微分抵抗領域があり、これは電気振動と波形を発生させるのに通常使用される。